# 5ive’s Continuum Research Project
5ive’s Continuum Research Project — сладж-метал группа из США. В творчестве группы преобладают инструментальные композиции без вокальных партий (исключения составляют некоторые песни с альбомаThe Telestic Disfracture и мини-альбома The Hemophiliac Dream. На вопрос о причине столь редкого применения вокала лидер группы, Бен Карр, ответил: "Мы можем предоставить достаточное количество звуковой энергии, способной удержать интерес слушателей без использования вокала".. Бен Карр также является участником группы The Theory of Abstract Light.

## История
5ive’s Continuum Research Project были сформированы двумя музыкантами из Бостона — гитаристом Беном Карром (Ben Carr) и барабанщиком Чарли Харолдом (Сharlie Harrold). Первоначально дуэт назывался 5ive (пять, по словам Чарли Харолда «самая хорошая цифра»). Под этим же названием в 2000 году вышел их дебютный альбом. За ним в 2001 году последовал и второй альбом под названием Telestic Disfracture, на запись которого были приглашены участники из групп Warhorse и Barbaro. Этот же альбом стал первым, где был использован вокал Джона Дженкинса (на композициях — Stockholm Blues и Nitihol).
В 2002 году выходит мини-альбом The Hemophiliac Dream при содействии басиста Джеффа Кэксайда (Jeff Caxide). К этому времени дуэт сменил название на нынешнее, ввиду существования ещё одной группы с таким названием — 5ive.

## Состав

### Настоящий состав
- Ben Carr — гитара
- Charlie Harrold — ударные

### Бывшие участники
- Jeff Caxide — бас

## Дискография
- 2001 — 5ive
- 2001 — The Telestic Disfracture
- 2002 — The Hemophiliac Dream (мини-альбом)
- 2004 — Versus (мини-альбом)
- 2005 — 5ive/Kid606 (сплит альбом с Kid606)
- 2008 — Hesperus